# Xã Grant, Quận Cheboygan, Michigan
Xã Grant (tiếng Anh: Grant Township) là một xã thuộc quận Cheboygan, tiểu bang Michigan, Hoa Kỳ. Năm 2010, dân số của xã này là 846 người.